# Monomorium osiridis
Monomorium osiridis är en myrart som beskrevs av Santschi 1915. Monomorium osiridis ingår i släktet Monomorium och familjen myror. Inga underarter finns listade i Catalogue of Life.